# 1301 Yvonne
Yvonne (asteróide 1301) é um asteróide da cintura principal com um diâmetro de 22,77 quilómetros, a 2,0095086 UA. Possui uma excentricidade de 0,2728755 e um período orbital de 1 678,08 dias (4,6 anos).
Yvonne tem uma velocidade orbital média de 17,91646021 km/s e uma inclinação de 34,05885º.
Esse asteróide foi descoberto em 7 de Março de 1934 por Louis Boyer.